# Jaroszowice (Tychy)
Jaroszowice (niem. Jaroschowitz) – dzielnica Tychów położona we wschodniej części miasta.
Dzielnica graniczy z Urbanowicami na południu i zachodzie, Wygorzelem na północnym zachodzie, miastem Lędziny na północnym wschodzie i miastem Bieruń na południowym wschodzie.
3 września 1939 żołnierze Wehrmachtu dokonali zbrodni, mordując 5 Polaków (w tym 4 młodocianych).